# Aliwal Shoal
El Aliwal Shoal es un arrecife rocoso que es el resto de una antigua duna de arena a unos 5 kilómetros (3,1 millas) de la costa de KwaZulu-Natal, Sudáfrica. El arrecife está habitado por muchos tipos de corales duros y blandos y otros invertebrados marinos, y una variedad de especies de peces tropicales y subtropicales. Aliwal Shoal lleva el nombre del casi hundimiento en 1849 del buque de tres mástiles Aliwal, capitaneado por James Anderson. Hay dos naufragios cerca del arrecife que son sitios de buceo recreativo populares. El granelero noruego MV Produce se hundió en 1974 y el SS Nebo se hundió en 1884. Aliwal Shoal tiene diversa vida marina, incluidos grandes depredadores, y es popular como destino de buceo recreativo. El Shoal es conocido especialmente por su abundancia de tiburones nodriza grises (conocidos localmente como «ragged-tooth shark» o «raggies») entre julio y noviembre, cuando los tiburones se congregan allí para aparearse.

## Morfología
El bancos de Aliwal forma parte de un gran complejo de arrecifes en alta mar. La estrecha cresta paralela a la costa a unos 5 kilómetros (3,1 millas) de la costa, más específicamente conocida como la Corona, es la parte generalmente conocida como refugio Aliwal, y esta área está dentro de la zona santuario del Área Marina Protegida. La parte menos profundo, que se extiende a menos de 6 metros (20 pies) de la superficie, se encuentra en el extremo norte de la Corona. Al norte, el fondo desciende relativamente abruptamente, y a los lados la pendiente es menor. El bancos de río tiene unos 380 metros (1.250 pies) de ancho hacia el norte, más estrecho al sur, y luego se extiende hacia la costa en la sección conocida como la cresta. La profundidad media de la Corona es de unos 12,5 metros (41 pies), y la cresta tiene una profundidad media de unos 19,5 metros (64 pies), con algunos pináculos aislados.

## Geología
El arrecife está formado por eolinita con roca de playa subordinada. Se cree que es la costa hundida del Pleistoceno tardío. El tipo de roca se determinó a partir de muestras recuperadas del casco del buque Aimée Lykes, que golpeó el bajío en 1963 y llegó a Durban para su reparación.

## Ecología
El matorral de Aliwal es un arrecife subtropical submareal dominado por algas en la región de transición entre los arrecifes templados cálidos de Pondoland y los arrecifes tropicales a subtropicales de Maputaland.Las comunidades bentónicas están dominadas por algas y esponjas, pero también están presentes varios corales blandos y duros, equinodermos y ascidias.
El medio ambiente puede clasificarse como marginal, ya que sustenta la fauna de arrecifes tropicales, subtropicales y templados cálidos. La diversidad es comparable a los arrecifes de latitud similares de Australia.
La costa adyacente de KwaZulu-Natal tiene un clima subtropical húmedo con precipitaciones de verano, y la descarga sedimentaria de agua dulce y fluvial en la región es significativa y afecta a la turbidez y a las floraciones de plancton. La mayor parte de esta entrada proviene del río mKomazi, al norte de la AMP. Un oleoducto marino operado por Sappi Saiccor se descarga justo fuera de la AMP.
El baje está expuesto a una fuerte acción de olas impulsada por el viento, con una altura media anual de oleaje de 2,5 metros (8,2 pies).
Los siguientes taxones bentónicos se registran en el shoal:
Algas
Chlorophyta (algas verdes)

Codium lucasii
Ulva cf. rigida
Rhodophyta (algas rojas)

Amphiroa ephedraea
Callophycus condominius
Champia compressa
Dichotomaria diesingiana
Hipnea viridis
Hypnea sp.
Laurencia brongniartii
Meristotheca papulosa
Osmundaria serrata (ex Vidalia serrata)
Peyssonnelia capensis
Phaeophyta (algas marrones)
Dictyota dichotoma var. intricata
Exallosorus harveyanus
Lobophora variegata
Stypopodium multipartitum
Zonaria subarticulata
Porifera
Dragmacidon sanguineum
Cliona orientalis
Chondropsis sp.
Fascaplysinopsis sp.
Forcepia sp.
Geodia sp.
Hemiasterella vasiformis
Oceanapia aff. ramsayi
Placospongia sp.
Polymastia sp.
Rabderemia sp.
Spheciospongia excentrica
Spheciospongia globularis
Spheciospongia vagabunda
Suberites kelleri
Alcianácea (corales blandos)

Dendronephthya sp.
Eleutherobia aurea
Leptophyton benayahui
Sinularia brassica
Gorgonianos

Acabaria sp.
Homophyton verrucosum
Anémonas

Cerianthus sp.
Heteractis magnifica
Zoántidas
Palythoa natalensis
Coral negro
Antipathes sp.
Escleractinia (corales duros)
Dendrophyllia sp.
Favites sp.
Montipora sp.
Pocillopora damicornis
Pocillopora verrucosa
Stylophora pistillata
Tubastraea micrantha
Annelida

Polychaeta
Arthropoda

Panulirus homarus
Bryozoa (Ectoprocta)

Sertella sp.
Especies no identificadas 2
Molusca

Hyotissa hyotis
Phyllidia varicosa
Echinodermata
Diadema setosum
Fromia sp.
Linckia laevigata
Linckia guildingi
Mithrodia clavigera
Crinoidea no identificada
Ascidiacea
Sigillina sp.
Sycozoa sp.

### Comunidades bentónicas
En el arrecife de la Corona se encuentran tres comunidades bentónicas distintas, dependiendo de la topografía, la cubierta de sedimentos y la energía de las olas.[Las grandes áreas poco profundas del bajal tienen la mayor abundancia de corales duros de zooxantelato, la esponja de zooxantelato incrustante, Suberites kelleri y los corales duros Stylophora pistillata y Pocillopora spp., que parecen ser tolerantes al entorno de alta energía. Esta comunidad tiene la menor abundancia de algas foliosas rojas y ocupa las laderas superiores, costeras y marinas de las regiones norte, media y sur a profundidades de 10 a 14 metros (33 a 46 pies).[Una segunda comunidad habita en los bordes empinados del matorrsal y tiene una mayor proporción de poliquetos, el coral blando Eleutherobia aurea y la esponja Spheciospongia globularis. Esta es la única comunidad en la que Suberites kelleri está ausente. Esta comunidad cubre las paredes costeras y mar adentro de alto a medio relieve y los bordes rotos de las regiones media y norte en el rango de profundidad de 14 a 20 metros (46 a 66 pies).[Una tercera comunidad vive más profundamente en el bancos y está dominada por las algas coralinas y foliosas rojas. Esta comunidad cubre las laderas costeras y mar adentro en relieve medio a bajo y los bordes rotos de las regiones media, sur y extremo sur, y la parte superior de la región del extremo sur en el rango de profundidad de 16 a 22 metros (52 a 72 pies).

### Ecorregión
Ecorregiones marinas de la zona económica exclusiva de Sudáfrica (2011-2018)
La ecorregión costera de Natal es una transición entre los arrecifes templados cálidos de Pondoland al sur y los arrecifes tropicales/subtropicales de Maputaland al norte. Esto es evidente por la distribución de algas y corales. Los corales del bancos de Aliwal son menos diversos que los de Maputaland, pero más diversos que los de Pondoland, mientras que el patrón de diversidad de algas muestra la tendencia opuesta, siendo más diversos que Maputaland y menos diversos que Pondoland. La alta biomasa de algas indica un suministro adecuado de nutrientes, mientras que la biomasa relativamente más baja de los corales zooxanthelados indica niveles de turbidez, luz y temperatura que no son óptimos para estos animales. La alta incidencia de esponjas de alimentación de filtro, ascidias y poliquetos sugiere que las partículas en suspensión que causan la turbidez son adecuadas para su nutrición.

## Área Marina Protegida (AMP)
El Área Marina Protegida de Aliwal Shoal se estableció con un área de 126 km² en 1991, y fue proclamada por Mohammed Valli Moosa, en ese momento Ministro de Asuntos Ambientales y Turismo, en la Gaceta Gubernamental No. 26431 de 4 de junio de 2004, en términos de la sección 43 de la Ley de Recursos Vivos Marinos, 18 de 1998 para regular la gestión y protección del Área Marina Protegida de Aliwal Shoal en términos de la sección 77(2)(x)(i), de la Ley de Recursos Vivos Marinos, 18 de 1998.[La AMP se extendió 18,3 km (11,4 millas) a lo largo de la costa desde la desembocadura del río Mkomazi a 30°11.92'S; 030°48.29'E y la desembocadura del río Mzimayi a 30°20.80'S; 030°43.60'E; durante una distancia de aproximadamente 7 km (4,3 millas) de la costa, y comprende una zona de control y dos zonas restringidas en las que no se permite la pesca. La zona restringida del área de la Corona está rodeada por 12 puntos, que se encuentran en la isóbata de 25 metros (82 pies), y cubren aproximadamente 2,5 kilómetros cuadrados (0,97 millas cuadradas). La zona restringida de Produce es un área más pequeña que contiene el naufragio del Produce. El resto de la AMP es la zona controlada, en la que se permite la pesca limitada. La agencia gestora de la MPA es Ezemvelo KZN Wildlife. La AMP de Aliwal Shoal se amplió a 670 km² con la adición de la gran Área Marina Protegida Marina Offshore Aliwal Shoal en 2018/2019.